# Scardinius acarnanicus
Scardinius acarnanicus е вид лъчеперка от семейство Шаранови (Cyprinidae). Видът е почти застрашен от изчезване.

## Разпространение
Разпространен е в Гърция.